# Żelezna
Żelezna (bułg. Железна) – wieś w Bułgarii, w obwodzie Montana, w gminie Cziprowci. Według danych szacunkowych Ujednoliconego Systemu Ewidencji Ludności oraz Usług Administracyjnych dla Ludności, 15 czerwca 2020 roku miejscowość liczyła 266 mieszkańców.

## Osoby związane z miejscowością

### Urodzeni
- Sławko Grigorow (1932) – bułgarski pisarz
- Georgi Mładenow (1921–1995) – bułgarski generał